# Freda Meissner-Blau
Pour les articles homonymes, voir Blau.
Freda Meissner-Blau (née le 11 mars 1927 à Dresde, morte le 22 décembre 2015) est une femme politique autrichienne, considérée comme une figure de proue du mouvement écologiste autrichien. Elle a été la première présidente des Verts autrichiens.

## Biographie

### Enfance & études
Freda Meissner-Blau est née le 11 mars 1927 à Dresde. Sa mère vient d'une famille de riches industriels, alors que son père, issu d'une vieille famille d'officiers autrichiens, est économiste et journaliste. Il doit émigrer en Grande-Bretagne en 1939 après avoir écrit un article contre le régime nazi. Ils divorcent afin que la famille ne risque pas la prison et le reste de la famille émigre à Liberec, dans l'actuelle République tchèque.
En 1944, elle retourne à Dresde devant l'avancée de l'Armée rouge, où elle vit le bombardement de la ville. Après cet évènement, elle décide de consacrer toutes ses forces à se battre pour la paix entre les hommes. En 1947, elle se rend à Vienne où, son diplôme d'études secondaires en poche, elle commence à étudier la publicité et le journalisme et à travailler pour les forces américaines d'occupation. La même année, elle quitte toutefois l'Autriche pour la Grande-Bretagne, où elle rend visite à son père et accomplit ensuite un diplôme d'infirmière. Elle va ensuite à Francfort où elle accomplit des études de médecine et rencontre son futur mari, Georges de Pawloff, qu'elle épouse en 1953.

### Voyages
En 1954, elle se rend dans l'ancien Congo belge avec son mari, où ils travaillent pour une entreprise allemande. Elle assiste pendant trois ans au combat sanglant que se livrent la population locale et les troupes coloniales. C'est là que son futur combat pour le Tiers Monde, et d'une manière générale pour un ordre mondial plus juste, prend racine.
Elle quitte le Congo belge à la faveur d'un changement professionnel, puisqu'elle est engagée par l'Organisation des Nations unies pour l'éducation, la science et la culture (UNESCO) pour travailler, à Paris, dans le département des sciences sociales. Dans le même temps, elle traduit des offres d'entreprises françaises pour construire des centrales nucléaires. Cela la conduit à s'occuper de plus près de l'utilisation civile de l'énergie nucléaire et c'est ainsi qu'elle devient une opposante au nucléaire. C'est également à cette époque qu'elle commence à s'occuper des questions d'environnement, bien avant la Conférence des Nations unies sur l'environnement de Stockholm qui ne se tiendra qu'en 1972.
Elle retourne à Vienne en 1962, où son mari travaille pour l'Agence internationale de l'énergie atomique. Elle occupe, de 1962 à 1968, le poste de secrétaire générale de l'Institut des hautes Études (Institut für höhere Studien, IHS).
En 1968, elle retourne à Paris, où elle s'identifie aux principales revendications des révoltes étudiantes, au combat contre les structures autoritaires et la hiérarchie, et à la lutte pour plus de démocratie et pour le droit des femmes. Son couple ne survit pas aux dissensions politiques qui ne manquent pas de voir le jour et, en 1970, elle épouse Paul Blau, un journaliste engagé dans les mouvements syndicalistes.

### Retour à Vienne
Elle retourne à Vienne en 1972 avec son mari. Freda Meissner Blau donne des cours de formation continue au sein de l'OMV, où elle rencontre des politiciens sociaux-démocrates. Elle adhère alors au Parti social-démocrate d'Autriche (SPÖ).
La conscience écologique croissante et l'émergence de ces thèmes dans les médias conduisent à la formation en Europe d'un assez large mouvement pour la protection de l'environnement et contre l'énergie nucléaire. En Autriche également, un front se forme contre les plans nucléaires du gouvernement en place.
Freda Meissner-Blau appartient alors aux précurseurs et aux porte-parole de ce mouvement écologique. La mise en service de la centrale nucléaire de Zwentendorf est empêchée par la tenue d'un référendum populaire le 5 novembre 1978. Le mouvement écologiste autrichien obtient là un succès encourageant.
En 1984, elle fait partie des principaux opposants à la construction d'une centrale hydroélectrique dans la plaine alluviale de Hainburg. Elle participe aux négociations avec le gouvernement. Les écologistes obtiennent, après des débuts difficiles et de nombreuses actions directes, que le projet de centrale hydroélectrique soit abandonné.

### Carrière politique
Après les succès de Zwentendorf et d'Hainburg, Freda Meissner-Blau devient de plus en plus connue et se laisse convaincre par des amis et des compagnons de route politiques de se présenter, au printemps 1986 à la présidence autrichienne. Elle obtient 5,5 % des voix, loin derrière le démocrate-chrétien Kurt Waldheim (49,6 %) et le social-démocrate Kurt Steyrer (43,7 %). 
Après d'âpres luttes de tranchées entre l'aile conservatrice et l'aile émancipatrice du mouvement écologiste, un parti commun, l'Alternative verte, naît en 1986. Lors des élections législatives de cette même-année, Freda Meissner-Blau est tête de liste aux élections législatives. La liste obtient 4,8 % des voix et elle est élue députée au Parlement autrichien en compagnie de sept autres politiciens écologistes, tous des hommes. Meissner-Blau est toutefois élue cheffe de groupe. Après avoir consolidé le groupe, elle abandonne son mandat le 6 décembre 1988.
Après son retrait de la politique, Freda Meissner-Blau travaille dans des cadres internationaux et fait de nombreux discours.

## Distinctions
- 1991 : Prix Konrad Lorenz, attribué par le Ministère autrichien de l'environnement
- 2004 : figure parmi les 50 Autrichiens les plus importants de ces 50 dernières années selon un sondage du quotidien Kurier
- 2007 : Nuclear-Free Future Award (Prix d'honneur pour l'œuvre d'une vie)